# Ołeh Dmytrenko
Ołeh Wołodymyrowycz Dmytrenko, ukr. Олег Володимирович Дмитренко (ur. 26 listopada 1989) – ukraiński piłkarz, grający na pozycji pomocnika.

## Kariera piłkarska

### Kariera klubowa
Wychowanek klubu Kniaża Szczasływe, barwy którego bronił w juniorskich mistrzostwach Ukrainy (DJuFL). Karierę piłkarską rozpoczął 6 maja 2009 w składzie amatorskiej drużyny Irpiń Horenicze, a już 22 września 2009 rozegrał pierwszy mecz w drugoligowym zespole Jednist' Płysky. Jesienią 2010 bronił barw klubu Roś Biała Cerkiew. Potem występował w FK Łysyczańsk. Podczas przerwy zimowej sezonu 2011/12 zasilił skład Skały Stryj. Na początku 2014 wyjechał do Litwy, gdzie został piłkarzem Klaipėdos Granitas. W marcu 2015 roku przeszedł do Stali Dnieprodzierżyńsk.